# Municipio de Bladenboro
El municipio de Bladenboro (en inglés: Bladenboro Township) es un municipio ubicado en el  condado de Bladen en el estado estadounidense de Carolina del Norte. En el año 2000 tenía una población de 5.704 habitantes.

## Geografía
El municipio de Bladenboro se encuentra ubicado en las coordenadas 34°33′13.24″N 78°49′2.66″O / 34.5536778, -78.8174056.